# Antonio Polito
Antonio Polito (Castellammare di Stabia, 11 maggio 1956) è un giornalista e politico italiano; dal 2011 è editorialista del Corriere della Sera.

## Biografia
Dopo aver ottenuto la maturità classica, si iscrive al Partito Comunista (Marxista-Leninista) Italiano. Dopo un breve periodo di militanza viene espulso perché frequenta un circolo di tennis, attività ritenuta "borghese". Si iscrive allora al Partito Comunista Italiano e alla Federazione Giovanile Comunista Italiana (FGCI).
Inizia l'attività giornalistica presso la redazione napoletana de l'Unità, per cui lavora dal 1975 al 1982, avvicinandosi alla corrente politica del migliorismo. Nel 1982 lascia Napoli per assumere l'incarico di responsabile dell'inserto regionale dell'Emilia-Romagna, venendo poco dopo chiamato alla sede romana del quotidiano.
Nel 1988 passa alla Repubblica, di cui resta vice-direttore di Eugenio Scalfari prima e di Ezio Mauro poi. Responsabile dell'edizione on-line del quotidiano e corrispondente da Londra, nel 2002 lascia la testata per fondare e dirigere Il Riformista, giornale della sinistra moderata (che lui ha definito "arancione").
Nel 2006, in vista delle elezioni politiche, si candida al Senato della Repubblica tra le liste dell'Ulivo (lista che univa i Democratici di Sinistra e La Margherita) in quota La Margherita nella circoscrizione Campania, dove viene eletto senatore. Nella XV legislatura ricopre l'incarico di segretario della 3ª Commissione Affari esteri, emigrazione. Le sue iniziative legislative si concentrano su temi di attualità, tra cui il famoso Ddl contro i “Fannulloni” della Pubblica Amministrazione e contro l'uso delle intercettazioni telefoniche.
Nel 2007 viene eletto segretario cittadino della Margherita a Napoli.
Nel 2008, nonostante le richieste del Partito Democratico, rifiuta di ricandidarsi al Senato tornando a dirigere Il Riformista, che aveva lasciato durante l'esperienza parlamentare. Il 30 dicembre 2010, in vista di un cambio di proprietà del giornale, annuncia le sue dimissioni da direttore de Il Riformista. Dal gennaio 2011 è editorialista del Corriere della Sera. Dall'11 febbraio del 2014 al maggio 2015 è stato direttore del Corriere del Mezzogiorno.  Dal 22 maggio 2015 al 2018 è stato vice direttore del Corriere della Sera e responsabile della redazione romana del quotidiano milanese (nell'ottobre 2018 ha lasciato quest'ultima carica). 
Antonio Polito è membro di numerosi centri studi e associazioni internazionali, tra i quali "Policy network", "Les Progressistes" e Aspen Institute. Dal 2006 al 2009 è stato vicepresidente della Fondazione Italia USA.

## Vita privata
È sposato con l'ex direttrice generale della Croce Rossa Italiana, Patrizia Ravaioli. Ha tre figli: Costanza e due gemelli di nome Sofia ed Adriano

## Premi e riconoscimenti
Il 6 maggio 2015 riceve il Premio Guido Carli nella sala della Regina a Montecitorio.
Il 25 agosto 2018 riceve il Premio Cesare Pavese per il saggio Riprendiamoci i nostri figli.
Il 12 giugno 2019 riceve il Premio Roma, sezione Saggistica, nell'Aula Magna del Rettorato dell'Università La Sapienza di Roma.

## Opere
- Intervista sul Nuovo Secolo, conversazione con lo storico Eric Hobsbawm (Laterza, 1999)
- Dopo la democrazia, con Ralf Dahrendorf (Laterza)
- Oltre il socialismo (Marsilio editore)
- Contro i papà (Rizzoli, 2012)
- In fondo a destra (Rizzoli, 2013)
- Prove tecniche di resurrezione (Marsilio editore, 2018)
- Il muro che cadde due volte (Solferino editore, 2019)
- Le regole del cammino. In viaggio verso il tempo che ci attende (Marsilio editore, 2020)
- A passo d'uomo, con foto di Luca e Pepi Merisio (Ecra, 2021)